# Arrenakke Bakker
Arrenakke Bakker  er et    bakkeområde og udsigtspunkt i den sydøstlige udkant af Asserbo, 4 km nord for Frederiksværk. Fra de op  45 meter høje er der flot udsyn over Arresø, sommerhusene i Asserbo Plantage og den nordlige del af Roskilde Fjord. Et område på  59 hektar blev  fredet i 1998. Fredningen blev gennemført for at sikre de enestående udsigtsforhold over det  stærkt kuperede landskab og de tilgrænsende sø- og havområder: Arresø mod øst, Isefjorden mod vest
og Kattegat mod nord, og for at bevare landskabelige og rekreative, kulturhistoriske værdier og  sikre offentlighedens adgang.
Det bakkede terræn og engene langs Arrenakke Å har været brugt til græsning og skovdrift i århundreder. I første halvdel af 1900-tallet er der udstykket og bygget enkelte sommerhuse på arealerne, herunder et mindre sommerhus af træ på toppen af bakkerne.
I de seneste 40 år er der sket en betydelig opvækst af træer og buske, ligesom der er sket tilplantninger i området. Det forringer de enestående udsigter og truer de værdifulde græsningsenges bestande af gøgeurter.